# Zemrane Charqia
Zemrane Charqia (en àrab زمران الشرقية, Zamrān ax-Xarqiyya; en amazic ⵣⵎⵔⴰⵏ ⵛⵕⵇⵢⵢⴰ) és una comuna rural de la província d'El Kelâa des Sraghna, a la regió de Marràqueix-Safi, al Marroc. Segons el cens de 2014 tenia una població total de 29.087 persones.